# Sot de Fontanet
Sot de Fontanet és una partida de l'Horta de Lleida, de Lleida.
És una zona d'economia agrícola, amb plantacions d'arbres fruiters, que es caracteritza així mateix per allotjar, des del 1994 l'Estació depuradora de Lleida; la qual es va veure importantment ampliada el 2006.
Unes poques famílies habitant torres formen la seva població.
Limita:
- Al nord amb el barri de Cap pont.
- A l'est amb la partida de La Copa d'Or.
- Al sud amb la partida de Rufea.
- A l'oest amb el riu Segre